# Hlib Piskunow
Hlib Eduardowytsch Piskunow (ukrainisch Гліб Едуардович Піскунов, englisch Hlib Piskunov; * 25. November 1998 in Nowa Kachowka) ist ein ukrainischer Leichtathlet, der sich auf den Hammerwurf spezialisiert hat.

## Sportliche Laufbahn
Erste internationale Erfahrungen sammelte Hlib Piskunow beim Europäischen Olympischen Jugendfestival (EYOF) 2013 in Utrecht, bei dem er mit dem 5-kg-Hammer mit einer Weite von 69,44 m die Silbermedaille gewann. Im Jahr darauf siegte er bei den Olympischen Jugendspielen in Nanjing mit 82,65 m und 2015 siegte er bei den Jugendweltmeisterschaften im kolumbianischen Cali mit einem Wurf auf 84,91 m, womit er einen neuen Meisterschaftsrekord aufstellte. 2016 gewann er bei den U20-Weltmeisterschaften in Bydgoszcz mit 79,58 m die Silbermedaille mit dem 6-kg-Hammer und im Jahr darauf siegte er bei den U20-Europameisterschaften in Grosseto mit 81,75 m. 2018 belegte er bei den Europameisterschaften in Berlin ursprünglich den siebten Platz, wurde nachträglich aber wegen eines Dopingverstoßes disqualifiziert und für ein Jahr gesperrt.
Nach Ablauf seiner Sperre wurde er 2019 bei den Balkan-Meisterschaften in Prawez mit 74,52 m Dritter. 2021 verbesserte er sich auf 77,72 m und qualifizierte sich damit für die Olympischen Spiele in Tokio, bei denen er mit 73,84 m aber den Finaleinzug verpasste. Im Jahr darauf belegte er bei den Balkan-Meisterschaften in Craiova mit 70,66 m den siebten Platz. 2023 gelangte er bei den Balkan-Meisterschaften in Kraljevo mit 71,99 m auf den fünften Platz und anschließend belegte er bei den World University Games in Chengdu mit 72,19 m den vierten Platz. Im Jahr darauf belegte er bei den Balkan-Meisterschaften in Izmir mit 70,61 m den siebten Platz.
2022 wurde Piskunow ukrainischer Meister im Hammerwurf.